# David Byron
David Garrick, (Epping, 29. siječnja 1947. – Reading, 28. veljače 1985.), poznatiji kao David Byron, bio je britanski rock glazbenik i suosnivač hard rock sastava Uriah Heep, 1969.

## S Uriah Heep
- Very 'Eavy... Very 'Umble – 1970
- Salisbury – 1971
- Look_at_Yourself – 1971
- Demons and Wizards – 1972
- The_Magician's_Birthday – 1972
- Uriah_Heep_Live – 1973
- Sweet Freedom – 1973
- Wonderworld – 1974
- Return to Fantasy – 1975
- High and Mighty – 1976
- Live at Shepperton '74 – 1986
- The Lansdowne Tapes –  1993

### Samostalna karijera
- Take No Prisoners – 1975
- Baby Faced Killer – 1978
- That_Was_Only_Yesterday_-_The_Last_EP

### S Byron Band
- On the Rocks – 1981
- Lost and Found – Snimljeno 1980-1982, objavljen 2003

### S Rough Diamond
- Rough Diamond – 1977

## Vanjske poveznice
- Uriah Heep official website
- Official website for pre-1986 Uriah Heep